# Pristimantis thymelensis
Pristimantis thymelensis är en groddjursart som först beskrevs av Lynch 1972.  Pristimantis thymelensis ingår i släktet Pristimantis och familjen Strabomantidae. IUCN kategoriserar arten globalt som livskraftig. Inga underarter finns listade i Catalogue of Life.